# Universidad Tecnológica del Valle del Mezquital
La Universidad Tecnológica del Valle del Mezquital (UTVM) es una institución pública de educación superior ubicada en la ciudad de Ixmiquilpan, en el Estado de Hidalgo, México.

## Historia
En 1996 se publica el decreto de creación de la Universidad, inicio de labores de la misma en instalaciones provisionales, e ingreso de la primera promoción el día 4 de septiembre de 1996. En 1998 egresó la primera generación; y se crean las carreras de Electricidad y Electrónica Industrial, Tecnología de Alimentos, Administración y Evaluación de Proyectos.

## Oferta educativa
La oferta educativa de la Universidad Tecnológica del Valle del Mezquital es:
- Técnico Superior Universitario

- - Administración y Evaluación de Proyectos
  - Energías Renovables
  - Gastronomía
  - Mecánica
  - Procesos Alimentarios
  - Tecnologías de la Información
  - Turismo
  - Mecatrónica
    - Instalaciones Eléctricas Eficientes
    - Automatización

- Ingenierías

- - Desarrollo Empresarial de Proyectos Sustentables
  - Energías Renovables
  - Mecatrónica
  - Metal Mecánica
  - Procesos Bioalimentarios
  - Tecnologías de la Información y Comunicación

- Licenciaturas
  - Desarrollo Turístico Sustentable
  - Gastronomía

## Campus
Se encuentra ubicada en el municipio de Ixmiquilpan, cuenta con once módulos de edificios; además de laboratorios de Mecánica, Procesos Alimentarios, Mecatrónica, Turismo y Gastronomía, y Tecnologías de la Información y Comunicación.